# Mohammed Achaari

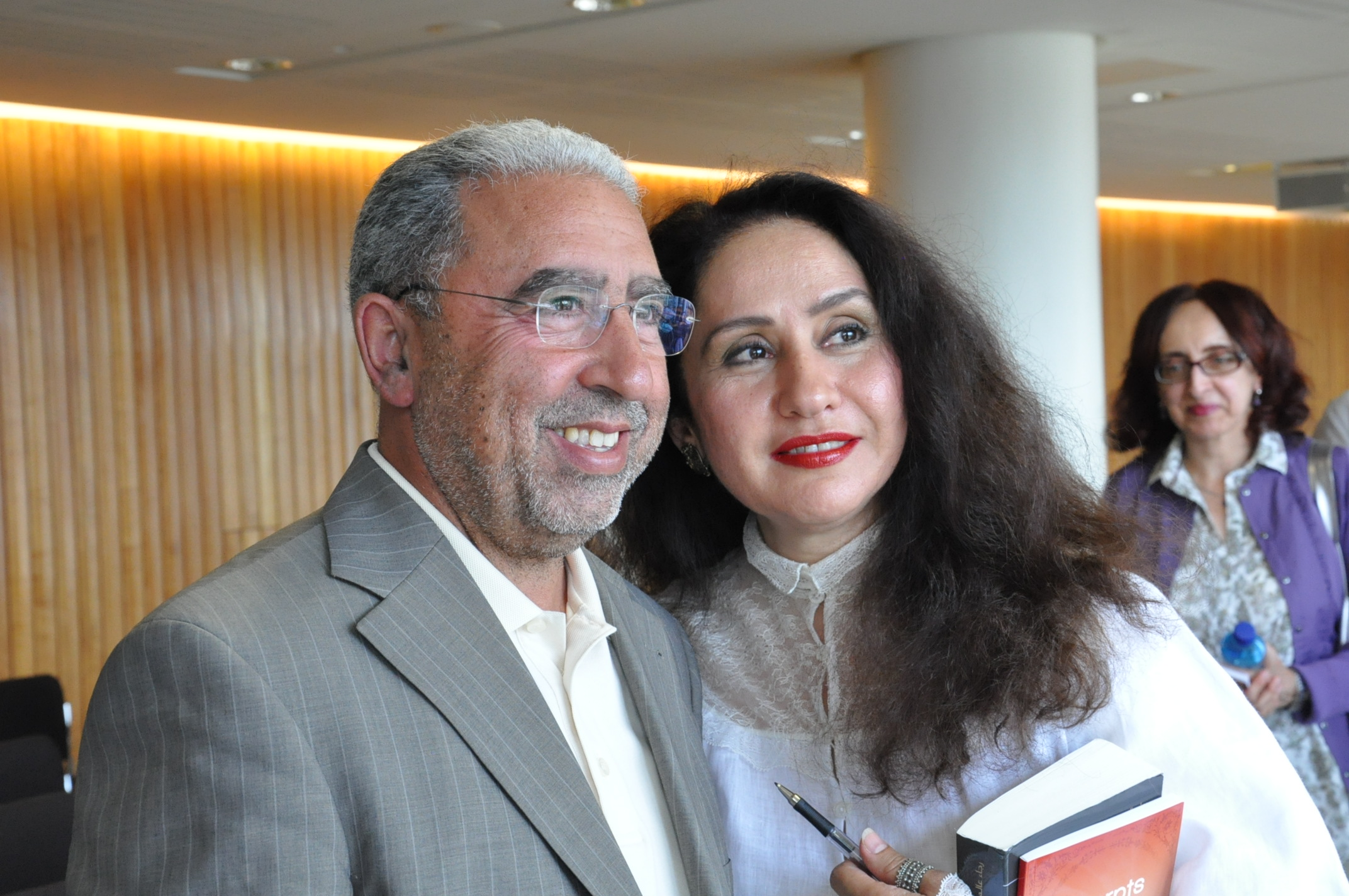
Mohammed Achaari och Rajaa Alem på London Literature Festival 2011.

Mohammed Achaari, född 1951, är en marockansk poet och författare.
Han debuterade med en poesisamling 1978 och har sedan dess publicerat tio poesisamlingar, en novellsamling och en roman. Han har även arbetat som journalist och politiker; bland annat har han varit kulturminister i Marocko. Achaari tilldelades 2011 International Prize for Arabic Fiction ("det arabiska Bookerpriset") för romanen The Arch and the Butterfly.